# 限界利益
限界利益（げんかいりえき、英: marginal profit）は、管理会計の概念の一つ。売上高から変動費を引いたもの。限界利益を売上高で割ったものを限界利益率 (英: marginal profit ratio) といい、売上が1単位増えることで増える利益のこと。
限界利益には固定費が含まれる。次の式で表される。
- 限界利益＝売上高－変動費
- 限界利益＝固定費＋利益

また、固定費の回収に貢献することから、貢献利益（こうけんりえき、英: contribution margin）とも呼ばれる。ただし、会計学上、商品別の限界利益から個々の商品販売に直接関与した固定費を引いたものを貢献利益と呼ぶこともある。

## 営業部門における限界利益の計算
仕入販売会社などの営業部門では、限界利益の意味合いが少し異なる。この場合は、管理会計上のいわゆる売上総利益（粗利）を示す。次のとおりに算出する。
- 限界利益（売上総利益）＝売上高－商品仕入価格
- 限界利益率（売上総利益率）＝限界利益／売上高

変動費が商品仕入価格だけなら、これらは上に示した値と等しい。